# Петрович, Велько (гайдук)
Велько Пе́трович известный, как Гайдук Велько (серб. Хајдук Вељко Петровић; около 1780 — 20 июля 1813, Неготин) — сербский гайдук, воевода, один из лидеров сербского освободительного движения и предводителей Первого сербского восстания против гнёта Османской империи.
Входит в список 100 самых знаменитых сербов, составленный в 1993 году Сербской академией наук и искусств.

## Биография

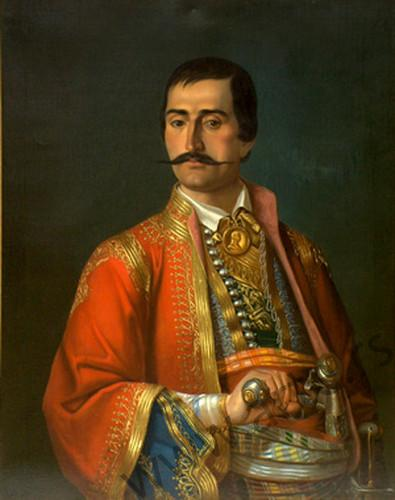
Гайдук Велько Петрович

Родился в с. Леновац близ г. Заечар в семье сельского богача Петра Сиренара. Считают, что матерью Велько была болгарка. Его брат Милко Петрович руководил болгарской четой в составе русской армии во время русско-турецкой войны (1828—1829).
В молодости Велько Петрович был пастухом. В 15-летнем возрасте Велько нанялся в услужение к богатому турку в г. Видин, но вскоре оставил его и присоединился к отряду гайдуков (чета). Есть легенда, что он три года сидел в турецкой тюрьме, потому что не захотел принять османскую веру. В возрасте 22-х лет, став свидетелем того, как два турка напали на его сестру, он убил их и оказался вне закона. В 1803 стал настоящим разбойником.
В 1804 году участвовал в первом восстании против турок. В 1806 году отличился в битве нескольких чет против османов за Белград.
В 1805 году сербские власти приняли меры, чтобы, пользуясь его популярностью в народе, поднять восстание против турок в Криви Вир и на Црной реке. Велько отличался отчаянной храбростью, сделавшей его широко известным, как среди сербов, так и болгар. Однако сербским властям не нравилась его непокорность и своеволие.

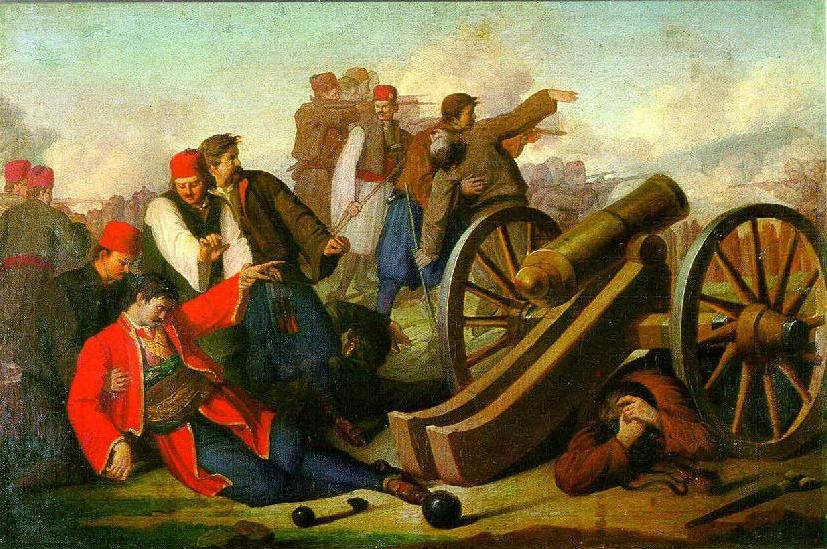
Смерть гайдука Велько

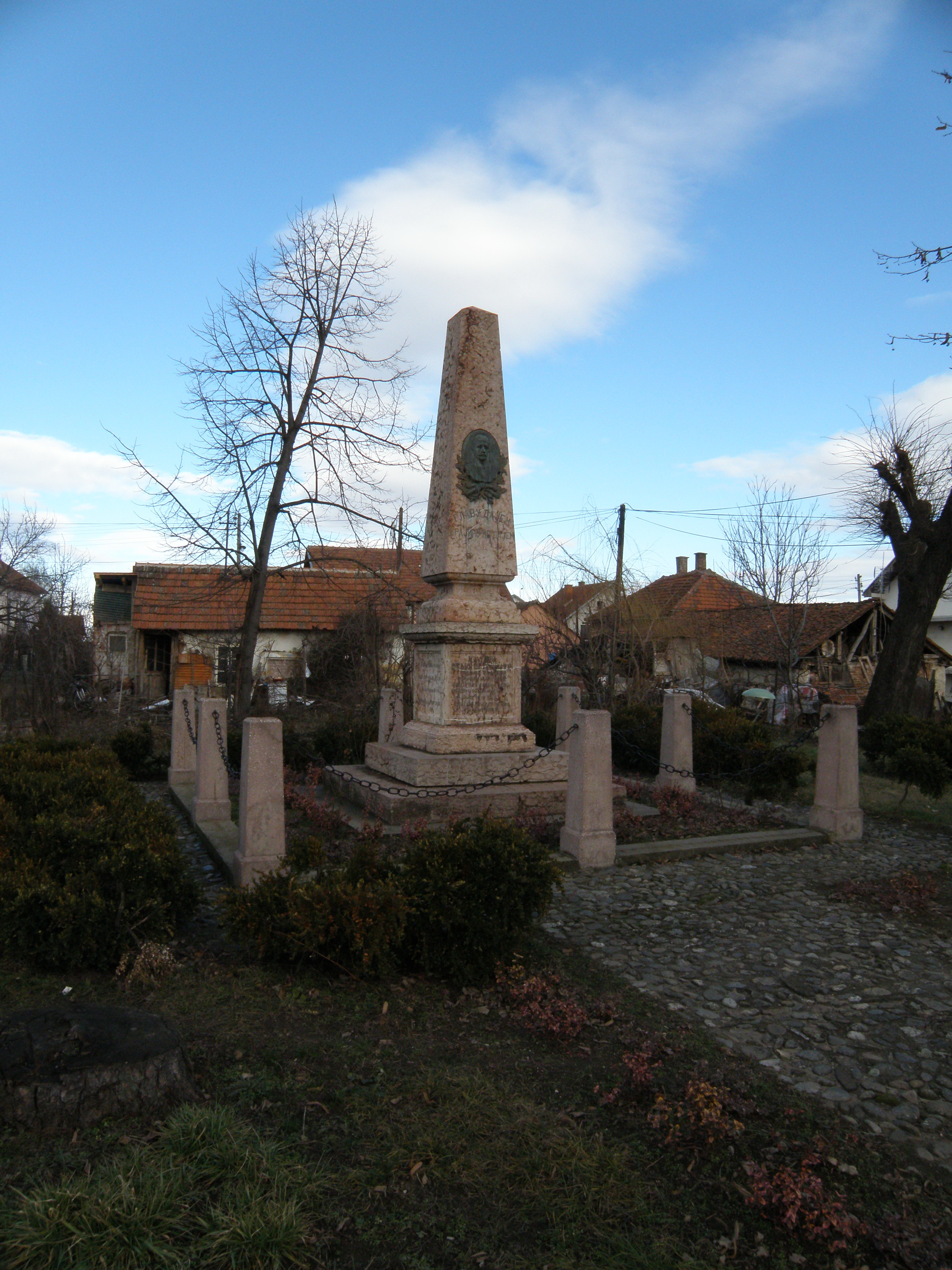
Памятник на месте гибели гайдука Велько

Велько задумал освободить от османов Тимокский край в Османской Сербии и создать там княжество. Он проводил активные переговоры с сербским князем Карагеоргием, обращался к болгарским волонтёрам с призывом к борьбе в составе сербского войска, однако князь на определённом этапе стал опасаться влияния Велько, из-за чего, в результате, обвинил его в грабежах жителей Сербии и отстранил от войска.
В 1810 Велько был награждён российским орденом за храбрость. В том же году он был ранен в сражении в левую руку, оставшись до конца жизни калекой. Это, однако, не помешало ему быть выбранным гайдуками — воеводой.
В 1813 году турки принудили его отряд запереться в крепости Неготин.
По легенде, когда у осаждённых кончились боевые заряды, воевода Велько велел лить пули из ложек, из подсвечников, а пушки заряжать вместо картечи монетами.
Убит 20 июля 1813 года пушечным ядром.
На родине его чтят, как национального Героя Сербии, знаменитого своей храбростью, воспетого в народных песнях. В легендах «Велько был любимцем всех восставших, он словно народился с пистолетом за пазухой и воевать любил больше всего на свете. „Дай Бог,- говаривал,- чтобы сербы не мирились с турками, покуда я жив, а как умру, пусть себе живут спокойно“. Много денег, с бою добытых, прошло через его руки, но он любил их добывать, потому что ещё больше любил раздавать. Славно пожил Велько Петрович и погиб, как подобает юнаку» (мо́лодцу).